# Supercharged
Supercharged to jedenasty album studyjny amerykańskiego zespołu punkrockowego The Offspring, którego premiera odbyła się 11 października 2024 roku nakładem Concord Records. 
Supercharged jest pierwszym albumem The Offspring, na którym perkusistą zespołu jest Brandon Pertzborn, który zastąpił w maju 2023 zwolnionego z zespołu ze względu na brak szczepienia przeciwko COVID-19 Pete'a Paradę. Jest to czwarty album zespołu wyprodukowany przez Boba Rocka. Partie gitary basowej na albumie zostały rozdzielone pomiędzy Dextera Hollanda i Todda Morse'a, dla którego – podobnie jak dla Pertzborna jest to pierwszy album zespołu, gdzie jest on oficjalnym członkiem grupy.
Prace nad albumem zostały potwierdzone we wrześniu 2022 przez Dextera Hollanda w wywiadzie dla brazylijskiej stacji radiowej 89FM A Rádio Rock. Prace trwały do maja 2024, kiedy to Holland oraz Noodles potwierdzili ukończenie nagrań. 7 czerwca 2024 premierę miał pierwszy singiel z płyty, zatytułowany Make It All Right.  

## Lista utworów
Opracowano na podstawie materiału źródłowego. Autorem wszystkich tekstów jest Dexter Holland.
| Nr  | Tytuł utworu                    | Długość |
| --- | ------------------------------- | ------- |
| 1.  | „Looking Out for #1”            | 3:16    |
| 2.  | „Light It Up”                   | 2:52    |
| 3.  | „The Fall Guy”                  | 2:34    |
| 4.  | „Make It All Right”             | 3:34    |
| 5.  | „Ok, But This Is The Last Time” | 3:23    |
| 6.  | „Truth In Fiction”              | 2:00    |
| 7.  | „Come to Brazil”                | 4:19    |
| 8.  | „Get Some”                      | 2:57    |
| 9.  | „Hanging by a Thread”           | 3:26    |
| 10. | „You Can't Get There from Here” | 3:54    |

## Twórcy
- Dexter Holland – wokal, gitara rytmiczna, gitara basowa
- Noodles – gitara prowadząca
- Brandon Pertzborn – perkusja (utwory 2, 3, 6 i 10)
- Josh Freese – perkusja (utwory 1, 4, 5, 7-9)
- Jonah Nimoy – keyboard
- Rebecca Shoichet – wokal wspierający w utworze „Make It All Right”
- Bob Rock – produkcja
- Emily Lazar – mastering
- Adam Garrett – wokal wspierający
- Adam Greenholtz – keyboard (utwory 1, 3-5, 9 i 10), wokal wspierający